# Ixora peculiaris
Ixora peculiaris là một loài thực vật có hoa trong họ Thiến thảo. Loài này được De Block mô tả khoa học đầu tiên năm 2007.